# Parafia św. Jana Chryzostoma w Filadelfii
Parafia św. Jana Chryzostoma – parafia prawosławna w Filadelfii, jedna z czterech parafii tworzących dekanat Środkowego Atlantyku Archidiecezji Albańskiej Kościoła Prawosławnego w Ameryce.
Parafia powstała w 1931. Jest to etnicznie albańska placówka duszpasterska. Cerkiew parafialna mieści się w dawnym budynku Kościoła episkopalnego pod wezwaniem Objawienia Pańskiego. Współcześnie wspólnotę parafialną tworzy ok. 200 rodzin.